# 上林赋
《上林赋》是中國西汉辭賦家司马相如的漢賦作品，是《子虚赋》的续作。创作于漢武帝在位期间，篇幅较《子虚赋》更长。赋中对汉朝皇家园林上林苑的地势、水文、建筑、动植物等做了详细描写。作为典型的汉赋作品，体现了铺陈夸饰的特点。